# Лаухар де Андаракс
Лаухар де Андаракс (на испански: Laujar de Andarax) е населено място и община в Испания. Намира се в провинция Алмерия, в състава на автономната област Андалусия. Общината влиза в състава на района (комарка) Алпухара Алмериенсе. Заема площ от 92 km². Населението му е 1799 души (по данни от 2010 г.). Разстоянието до административния център на провинцията е 69 km.

## Демография
| 1996 | 1998 | 1999 | 2000 | 2001 | 2002 | 2003 | 2004 | 2005 | 2006 |
| ---- | ---- | ---- | ---- | ---- | ---- | ---- | ---- | ---- | ---- |
| 1815 | 1830 | 1855 | 1833 | 1808 | 1842 | 1827 | 1819 | 1836 |      |